# Joaquim Maria Guimarães Botelho
Joaquim Maria Guimarães Botelho (São Paulo, 15 de maio de 1955) é um jornalista, ensaísta e escritor brasileiro.

## Biografia
Bacharel em Comunicação Social pela Faculdade Cásper Líbero, trabalhou em importantes empresas de comunicação do Brasil, como Revista Manchete, TV Bandeirantes e TV Globo . Mestre em Literatura e Crítica Literária pela Pontifícia Universidade Católica de São Paulo. Tem especialização em Jornalismo Internacional pela University of Wisconsin (Madison, EUA). Presidiu a União Brasileira de Escritores de 2010 a 2015. Entre seus livros publicados estão "Imprensa, poder e crítica" (ensaio), "Costelas de Heitor Batalha" (romance) e "O livro de Rovana" (romance). Tem artigos, contos e ensaios publicados na Alemanha, Argentina, Brasil e Portugal.  

### Traduções
- D. Quixote de la Mancha, de Miguel de Cervantes Saavedra – tradução do texto de Samuel Taylor Coleridge (Editora Nova Aguilar, São Paulo, 2017).
- Buda e Jesus – Diálogos, de Carrin Dunne (Editora Cultrix, 1987) – tradução do inglês.
- Terremoto, de George Fox (Global Editora, 1975) – tradução do inglês.
- O Vale da Morte, de Louis L'Amour (Global Editora, 1975) – tradução do inglês.

## Títulos
- Membro honorário da Academia de Letras de Pindamonhangaba, 2023.
- Prêmio Cultural Eugênia Sereno, pelo romance Histórias da Casa Velha – biografia e legado de Ruth Guimarães, 2023.

- Prêmio ProAc “Reconhecimento a serviços prestados à literatura”, 2021.
- Membro titular da Academia de Letras de Lorena, 2019.
- Membro do Conselho Curador do Prêmio São Paulo de Literatura, 2010 e 2011.
- Presidente eleito da UBE – União Brasileira de Escritores, de 2010 a 2015.
- Menção honrosa no concurso nacional de literatura da UBE, com o livro Contos de desvaler, 2006.
- Prêmio Hotel Frade de melhor texto em reportagem de turismo, 1986.
- Titular da Academia Cachoeirense de Letras e Artes
- Primeiro colocado na Primeira e na Segunda Antologia de Contos do Vale do Paraíba e Litoral Norte, 1987 e 1988.
- Menção honrosa no XXVI Concurso de Contos de Paranavaí, Paraná, 1997.